# Karin Månsdotter
Karin Månsdotter (6. října nebo 6. listopadu 1550, Uppland – 13. září 1612 na dvoře Liuksiala, Kangasala u Tampere, finsky Kaarina Maununtytär) byla jako manželka švédského krále Erika XIV. (1533–1577) švédskou královnou v roce 1568.

## Biografie

### Původ, mládí
Karin Månsdotters se narodila jako dcera Månse Månssona a jeho manželky Ingrid Jakobsdotter. Otec byl pravděpodobně voják a pocházel z prostých poměrů. Karin, jež záhy osiřela, našla místo nejprve u Gerta Cantora, dvorního hudebníka ve Stockholmu. Nejpozději od počátku roku 1565 byla zaměstnána jako komorná na dvoře Alžběty Vasa, dcery krále Gustava I. Ve věku patnácti let se stala milenkou krále Erika XIV.

## Královna
Už 13. června roku 1567 byli Karin a Erik tajně - zřejmě na základě protestů ze strany šlechty kvůli jejímu nízkému původu - oddáni stockholmským biskupem, což vešlo ve známost teprve v prosinci tohoto roku. O něco později vyjádřila Říšská rada se sňatkem svůj souhlas a 4. července roku 1568 byli Karin Månsdotter a král Erik XIV. oddáni oficiálně. Den poté byla Karin korunována švédskou královnou. Povstání švédské šlechty a zajetí krále 29. září téhož roku, zosnované Erikovým bratrem Janem, donutilo krále vzdát se trůnu.

## Vdova

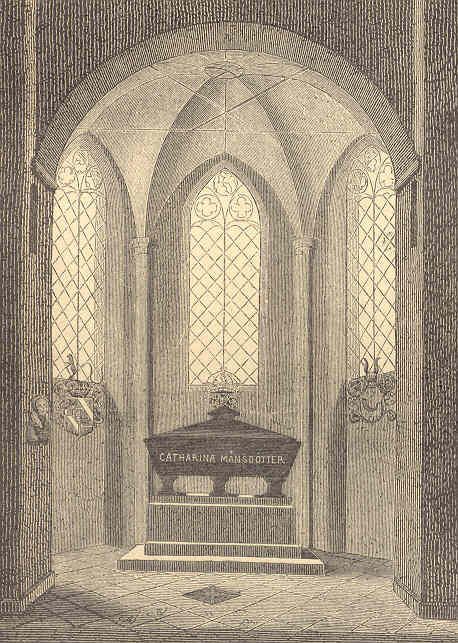
Pohřební kaple Karin Månsdotters v dómu v Turku, kresba z roku 1889.

Po smrti svého manžela v roce 1577 žila Karin Månsdotter v ústraní, ale jako zámožná na dvoře Liuksiala v Kangasale ve Finsku. Mezi obyvatelstvem byla velmi populární a oblíbená.
Zemřela 13. září 1612 a byla pohřbena v dómu v Turku. Je tak jedinou švédskou královnou, pohřbenou ve Finsku.

## Potomci
Karin Månsdotter a Erik XIV. měli spolu čtyři děti, z nichž dvě první se narodily ještě před uzavřením manželství a byly posléze legitimizovány, dva nejmladší synové pak zemřeli v útlém věku:
- Sigrid (15. října 1566 – 1633)
- Gustav (28. ledna 1568 – 22. února 1607)
- Henrik (24. ledna 1570 – 1574)
- Arnold (1. listopadu 1572 – 1573)

## Odkaz

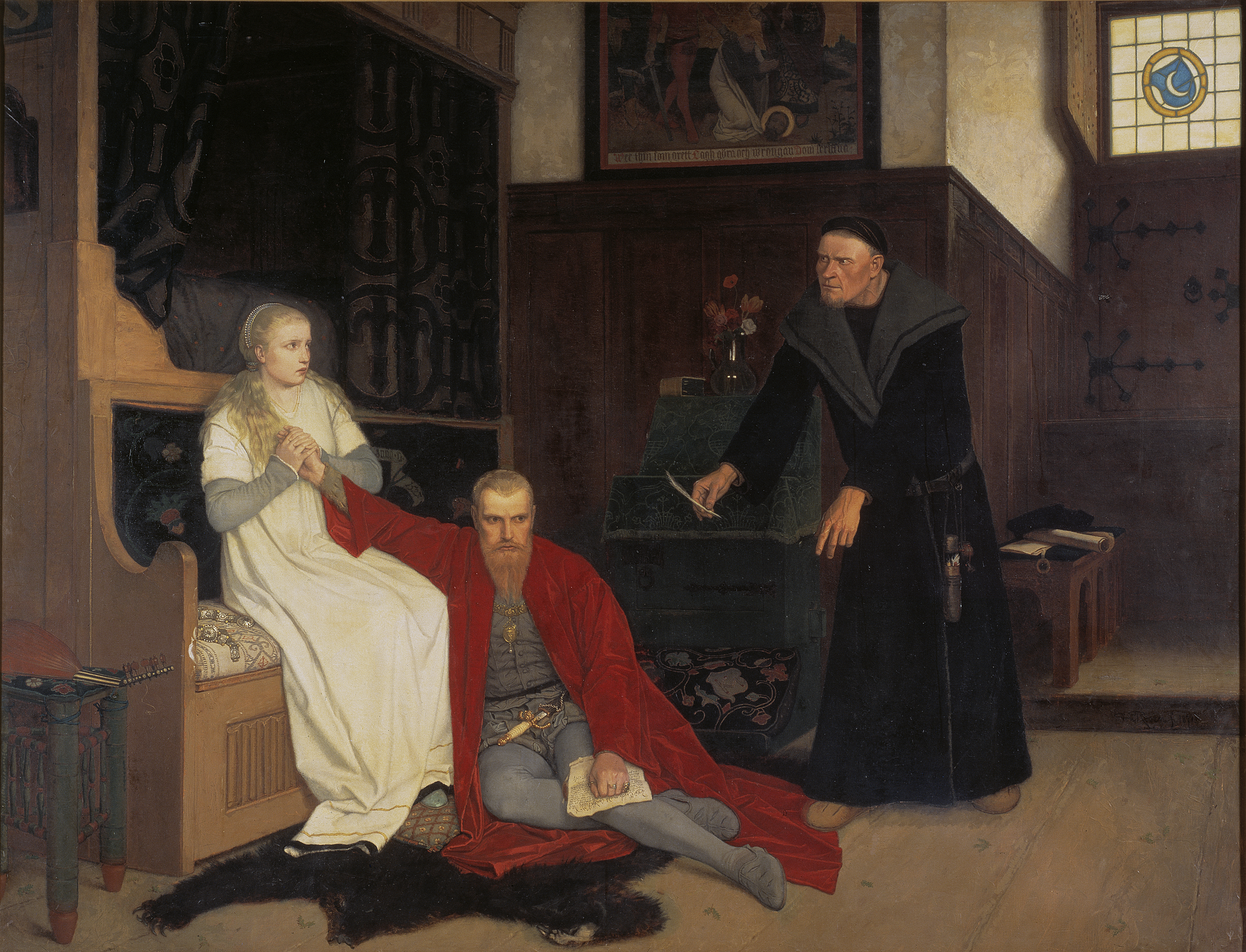
Erik XIV. a Karin Månsdotter na obraze Georg von Rosen, z roku 1871.

Romantický a tragický příběh lásky Erika a Karin inspiroval ke vzniku řady uměleckých děl. Z výtvarného umění lze vést např. obraz Georga von Rosen z roku 1871; v roce 1867 vytvořil ruský malíř Vladimir Sverčkov vitráž pro její pohřební kapli. V roce 1942 napsal finský spisovatel Mika Waltari román Kaarina Maununtytär (česky Karin, Magnusova dcera. Roku 1954 byl uveden do kin švédský film Karin Månsdotter (režie Alf Sjöberg).